# Franc Cijan
Franc Cijan, slovenski agronom, * 20. januar 1926, Celje, Kraljevina SHS (danes Slovenija).
V Celju je končal nižjo gimnazijo. Leta 1941 je bil interniran na Hrvaško. Od leta 1942-45 je delal na veleposestvu Vrbik pri Osijeku. Po osvoboditvi je končal srednjo kmetijsko šolo v Križevcih na Hrvaškem, kjer je maturiral leta 1948.
Po maturi je v letih 1948–1951 služboval kot predavatelj na Kmetijski šoli v Marenbergu (sedaj Radlje ob Dravi), nato v letih 1951–1952 na Kmetijski šoli na Grmu kot predavatelj in ravnatelj šole. Na Okrajni zadružni zvezi Kranj in Kmetijskem zavodu Kranj je delal od leta 1953–1962. Obenem je dokončal študij agronomije v Ljubljani, kjer je diplomiral leta 1957. Od ustanovitve Kmetijsko živilskega kombinata Kranj leta 1964 do upokojitve leta 1985 je bil vodja razvojnega, plansko analitskega sektorja kombinata.
Sodeloval je z Mlekarsko šolo v Kranju s Francem Forstneričem na investicijskih programih mlekarn in dolgoročnem razvoju mlekarstva v Sloveniji. Za več kmetijskih zadrug je sodeloval pri izdelavi investicijskih programov za kmetijske investicije.